# Котонвуд (Јужна Дакота)
Котонвуд (енгл. Cottonwood) град је у америчкој савезној држави Јужна Дакота.

## Демографија
По попису из 2010. године број становника је 9, што је 3 (50,0%) становника више него 2000. године.
| Група             | 2000.      | 2010.     |
| Белци             | 6 (100,0%) | 8 (88,9%) |
| Афроамериканци    | 0 (0,0%)   | 0 (0,0%)  |
| Азијати           | 0 (0,0%)   | 0 (0,0%)  |
| Хиспаноамериканци | 0 (0,0%)   | 0 (0,0%)  |
| Укупно            | 6          | 9         |